# Persone di nome Thomas/Cestisti
| Questa pagina contiene informazioni ricavate automaticamente dalle voci biografiche con l'ausilio del template Bio e di un bot. L'aggiornamento è periodico e automatico e ricostruisce completamente la pagina. Se manca una persona in questa lista, sei pregato di non aggiungerla, ma accertati piuttosto che la sua voce biografica contenga il template Bio e che i dati anagrafici siano correttamente compilati. Se il template Bio manca, inseriscilo tu stesso o, in alternativa, metti l'avviso {{tmp\|Bio}} che ne segnala la mancanza. Se i dati riportati sono sbagliati, correggi direttamente la voce biografica; le modifiche saranno visibili in questa lista entro pochi giorni. Per chiarimenti vedi il progetto antroponimi. La lista contiene solo le 109 persone che sono citate nell'enciclopedia e per le quali è stato implementato correttamente il template Bio. Pagina aggiornata al 22 lug 2025. |

Questa è una lista di persone presenti nell'enciclopedia che hanno il nome Thomas e sono cestisti.

## A(5)
- Thomas Abercrombie, cestista neozelandese (Auckland, n. 1987)
- Tom Abernethy, ex cestista statunitense (South Bend, n. 1954)
- Tommy Adams, ex cestista statunitense (Woodbridge, n. 1980)
- Thomas Akyazılı, cestista belga (Mortsel, n. 1997)
- Thomas Andrieux, ex cestista e allenatore di pallacanestro francese (Aubenas, n. 1977)

## B(15)
- Tom Barker, ex cestista statunitense (Harlingen, n. 1955)
- Tom Barlow, cestista statunitense (Trenton, n. 1896 - Point Pleasant, † 1983)
- Moe Barr, ex cestista statunitense (Pittsburgh, n. 1944)
- Tom Bender, cestista statunitense (n. 1944 - † 2014)
- Tom Black, cestista statunitense (La Crosse, n. 1941 - Seattle, † 2017)
- Tom Boerwinkle, cestista statunitense (Cleveland, n. 1945 - Burr Ridge, † 2013)
- Tad Boyle, ex cestista e allenatore di pallacanestro statunitense (Greeley, n. 1963)
- Terrell Brandon, ex cestista statunitense (Portland, n. 1970)
- T.J. Bray, ex cestista statunitense (New Berlin, n. 1992)
- Tom Brennan, cestista statunitense (New York, n. 1930 - † 1990)
- Thomas Bropleh, cestista statunitense (Denver, n. 1991)
- Thomas Bryant, cestista statunitense (Rochester, n. 1997)
- Tommy Burleson, ex cestista statunitense (Crossnore, n. 1952)
- Junior Burrough, ex cestista statunitense (Charlotte, n. 1973)
- Tommy Byrnes, cestista statunitense (Teaneck, n. 1923 - Branford, † 1981)

## C(3)
- Tom Callahan, cestista statunitense (Stamford, n. 1921 - Stamford, † 1996)
- Tom Chambers, ex cestista statunitense (Ogden, n. 1959)
- Tom Copa, ex cestista statunitense (Robbinsdale, n. 1964)

## D(6)
- Thomas Davis, cestista statunitense (Lufkin, n. 1991)
- Norm Dawson, cestista canadese (Alford, n. 1911 - Windsor, † 2003)
- Thomas De Min, ex cestista italiano (San Vito al Tagliamento, n. 1986)
- Thomas De Thaey, cestista belga (Dendermonde, n. 1991)
- Trey Drechsel, cestista statunitense (Woodinville, n. 1996)
- Thomas Dubiez, ex cestista francese (Lons-le-Saunier, n. 1980)

## E(1)
- Dike Eddleman, cestista e altista statunitense (Centralia, n. 1922 - Urbana, † 2001)

## G(6)
- Thomas Gardner, ex cestista statunitense (Portland, n. 1985)
- Tom Garrick, ex cestista e allenatore di pallacanestro statunitense (West Warwick, n. 1966)
- Thomas Gipson, cestista statunitense (Dallas, n. 1993)
- Tom Gola, cestista e allenatore di pallacanestro statunitense (Filadelfia, n. 1933 - Meadowbrook, † 2014)
- Thomas Grün, cestista lussemburghese (Niederkorn, n. 1995)
- Tom Gugliotta, ex cestista statunitense (New York, n. 1969)

## H(9)
- Tom Hagan, ex cestista statunitense (Louisville, n. 1947)
- Thomas Hamilton, ex cestista statunitense (Chicago, n. 1975)
- Tom Hawkins, cestista statunitense (Chicago, n. 1936 - Malibù, † 2017)
- Tom Heinsohn, cestista e allenatore di pallacanestro statunitense (Jersey City, n. 1934 - Boston, † 2020)
- Tom Henderson, ex cestista statunitense (Newberry, n. 1952)
- Thomas Heurtel, cestista francese (Béziers, n. 1989)
- Thomas Hill, ex cestista statunitense (Los Angeles, n. 1971)
- Tom Hoover, ex cestista statunitense (Washington, n. 1941)
- Tom Hovasse, ex cestista e allenatore di pallacanestro statunitense (Durango, n. 1967)

## I(1)
- Tom Ingelsby, ex cestista statunitense (Filadelfia, n. 1951)

## J(4)
- Thomas Jackson, ex cestista e allenatore di pallacanestro statunitense (East Lansing, n. 1980)
- Tom Jaquet, cestista statunitense (Milan, n. 1925 - † 1991)
- Thomas Jordan, ex cestista statunitense (Baltimora, n. 1968)
- Thomas Jurkovitz, cestista svizzero (n. 1997)

## K(17)
- Tommy Kearns, ex cestista statunitense (New York, n. 1936)
- Tommy Keenan, cestista irlandese (Glasgow, n. 1923 - Hornchurch, † 1981)
- Thomas Kelati, ex cestista statunitense (Walla Walla, n. 1982)
- Tom Kelly, cestista statunitense (New York, n. 1924 - Santa Barbara, † 2008)
- Thomas Kennedy, cestista statunitense (Detroit, n. 1987)
- Tom Kern, cestista statunitense (Elkhart, n. 1928 - West Palm Beach, † 1986)
- Tom Kerwin, ex cestista statunitense (n. 1944)
- Toby Kimball, cestista statunitense (Framingham, n. 1942 - La Jolla, † 2017)
- Dan King, cestista e allenatore di pallacanestro statunitense (Paris, n. 1931 - Louisville, † 2003)
- Tom King, cestista statunitense (Cincinnati, n. 1924 - Amelia Island, † 2015)
- Thomas Klepeisz, cestista austriaco (Güssing, n. 1991)
- Thomas Koenis, ex cestista olandese (Hoogkarspel, n. 1989)
- Tom Kondla, ex cestista statunitense (Brookfield, n. 1946)
- Tom Kozelko, ex cestista statunitense (Traverse City, n. 1951)
- Tommy Kron, cestista statunitense (Owensboro, n. 1943 - Louisville, † 2007)
- Tom Kropp, ex cestista e allenatore di pallacanestro statunitense (Grand Island, n. 1953)
- Thomas Massamba, ex cestista della Repubblica Democratica del Congo (Kinshasa, n. 1985)

## L(2)
- Tom LaGarde, ex cestista statunitense (Detroit, n. 1955)
- Thomas Larrouquis, ex cestista francese (Villeurbanne, n. 1985)

## M(3)
- Tommy Malone, cestista irlandese (New Ross, n. 1918 - Blanchardstown, † 1968)
- Tom Meschery, ex cestista e allenatore di pallacanestro statunitense (Harbin, n. 1938)
- Thomas Mobley, ex cestista statunitense (Charlotte, n. 1981)

## N(1)
- Tommy Nisbet, cestista e allenatore di pallacanestro statunitense (Galston, n. 1916 - Evanston, † 1963)

## O(3)
- Tommy O'Brien, cestista statunitense (n. 1916 - El Paso, † 1955)
- Tommy O'Keefe, cestista e allenatore di pallacanestro statunitense (Jersey City, n. 1928 - Alexandria, † 2015)
- Tom Owens, ex cestista statunitense (Bronx, n. 1949)

## P(5)
- Tom Payne, ex cestista statunitense (n. 1950)
- Chris Pearson, ex cestista britannico (Huwl, n. 1979)
- Tom Penders, ex cestista e allenatore di pallacanestro statunitense (Stratford, n. 1945)
- Tom Pendlebury, cestista canadese (Windsor, n. 1913 - Windsor, † 1975)
- Tom Piotrowski, ex cestista statunitense (West Chester, n. 1960)

## R(3)
- Tommy Rich, cestista statunitense (Hobart, n. 1916 - Venice, † 2011)
- Tom Riker, ex cestista statunitense (Rockville Centre, n. 1950)
- Thomas Robinson, cestista statunitense (Washington, n. 1991)

## S(10)
- Satch Sanders, ex cestista e allenatore di pallacanestro statunitense (New York, n. 1938)
- Tom Scheffler, ex cestista e allenatore di pallacanestro statunitense (St. Joseph, n. 1954)
- Thomas Schreiner, ex cestista e allenatore di pallacanestro austriaco (Sankt Pölten, n. 1987)
- Thomas Scrubb, cestista canadese (Richmond, n. 1991)
- Tom Sealy, cestista statunitense (Filadelfia, n. 1921 - Rome, † 2000)
- Thomas Smallwood, cestista francese (Roanne, n. 1995)
- Thomas Soltau, ex cestista e allenatore di pallacanestro danese (Gundsø, n. 1982)
- Thomas Sorber, cestista statunitense (Trenton, n. 2005)
- T.J. Sorrentine, ex cestista e allenatore di pallacanestro statunitense (Pawtucket, n. 1982)
- Tom Stith, cestista statunitense (Emporia, n. 1939 - Long Island, † 2010)

## T(1)
- Tom Thacker, ex cestista e allenatore di pallacanestro statunitense (Covington, n. 1939)

## V(4)
- Thomas van der Mars, cestista olandese (Gouda, n. 1990)
- Tom Van Arsdale, ex cestista statunitense (Indianapolis, n. 1943)
- Thomas Ville, cestista francese (Montbrison, n. 1995)
- Tom Vodanovich, cestista neozelandese (Wellington, n. 1994)

## W(10)
- Thomas Walkup, cestista statunitense (Pasadena, n. 1992)
- Trooper Washington, cestista e allenatore di pallacanestro statunitense (Filadelfia, n. 1944 - McKeesport, † 2004)
- Thomas Welsh, cestista statunitense (Torrance, n. 1996)
- Tom Wideman, ex cestista statunitense (Hartsville, n. 1976)
- Thomas Wilder, cestista statunitense (Montgomery, n. 1995)
- Ray Williams, cestista statunitense (Mount Vernon, n. 1954 - New York, † 2013)
- Bubba Wilson, ex cestista statunitense (Gastonia, n. 1955)
- Thomas Wimbush, cestista statunitense (Lorain, n. 1993)
- Tom Workman, ex cestista statunitense (Seattle, n. 1944)
- Tom Wukovits, cestista statunitense (South Bend, n. 1916 - Charlotte, † 1991)